# سوق السادة (ذي ناعم)

تعديل مصدري - تعديل

سوق السادة هي إحدى قرى عزلة الرباط بمديرية ذي ناعم التابعة لمحافظة البيضاء، بلغ تعداد سكانها 42 نسمة حسب تعداد اليمن لعام 2004.